# 69 (tal)
69 (sextionio) är det naturliga talet som följer 68 och som följs av 70.
- Hexadecimala talsystemet: 45
- Binärt: 1000101
- Delbarhet: 1, 3, 23 och 69
- Primtalsfaktorisering: 3 · 23
- Antal delare: 4
- Summan av delarna: 96

## Inom matematiken
- 69 är ett udda tal.
- 69 är ett semiprimtal
- 69 är ett extraordinärt tal.
- 69 är ett kvadratfritt tal.
- 69 är ett ikositetragontal
- 69 är ett centrerat tetraedertal.
- 69 är ett aritmetiskt tal.
- 69 är ett Ulamtal.

## Inom vetenskapen
- Tulium, atomnummer 69
- 69 Hesperia, en asteroid
- M69, klotformig stjärnhop i Skytten, Messiers katalog